# Dimaro
Dimaro är en ort och frazione i kommunen Dimaro Folgarida i provinsen Trento i regionen Trentino-Sydtyrolen i Italien. 
Dimaro upphörde som kommun den 1 januari 2016 och bildade med den tidigare kommunen Monclassico den nya kommunen Dimaro Folgarida. Den tidigare kommunen hade 1 298 invånare (2015).